# Óbudai-sziget
L'Île d'Óbuda (hongrois : Óbudai-sziget, prononcé [ˈobudɒi ˈsigɛt]) est une île de Hongrie sur le Danube. Elle fait intégralement partie du 3e arrondissement de Budapest (quartier d'Óbuda).
Elle accueille chaque année le Sziget Festival.
 Ce site est desservi par la station Filatorigát : .